# Enric Barbat i Botey
Enric Barbat i Botey (Barcelona, 28 d'abril de 1943 - Menorca, 11 de desembre de 2011) fou un cantant català, el sisè membre d'Els Setze Jutges.

## Biografia
Nascut al barri de Gràcia, s'integra als Setze Jutges l'any 1963, en un recital celebrat a la Facultat de Dret, amb unes primeres cançons de clara influència brasseniana, que enregistra al seu primer EP (1964): El gamberret, El cementiri del Sud-Oest, Pel caminet de la plaça del poble, Ara que estic sol, i al segon (1965): Snack-bar, Jo no sóc cartaginès, Dimarts i tretze, Polítics de saló (tema enregistrat a l'àlbum col·lectiu Audiència pública el 1966).
El seu tercer EP (1967) conté cançons de sàtira costumista i de brillants jocs lingüístics (L'endemà, El melic, etc.).
L'any 1968 publica un darrer EP de tres cançons, on es torna a trobar la sàtira social (El malalt), el brassenisme militant (El vi) i la cançó seriosa de temàtica cívica i social (Els qui vénen, tema sobre la immigració i escrit per Joan Margarit).
Després d'alguns SG publicats l'any 1970, Enric Barbat enregistra un primer LP (Enric Barbat, 1971). De clara influència francesa, aplega noves versions d'algun tema ja conegut a través dels discos petits anteriors (No fa gaires anys), moltes cançons de temàtica amorosa centrades quasi sempre en el desencant i el comiat (Un jorn de maig, Anna, etc.), un tema satíric (Edicte) i una cançó en la qual Barbat observa Barcelona des de la perspectiva del petit objecte que li forneix el títol.
L'any 1972, Enric Barbat tradueix al català una sèrie de tangos que interpreta amb Guillermina Motta en un espectacle dirigit per Mario Gas. Aquests tangos donaran peu a un disc (Tango, 1972, reeditat en CD el 1998) i a una pel·lícula.
L'any 1973, Ed. Lumen publica Cançons de la p... vida, un llibre que recull molts textos de cançons d'Enric Barbat. A partir d'aquest moment, decebut del món de la cançó, s'allunya de les actuacions públiques i se'n va a viure a Menorca, dedicat al seu ofici d'aparellador, i torna només de tant en tant a l'activitat artística.
L'any 1976 publica un segon LP (Núvols de setembre) amb vuit temes farcits d'elements surrealistes (I love you, Vol de perdiu, Elefantiasi, etc.) i una vella cançó irònica sobre la condició humana (El més fals dels animals). L'any següent enregistra un únic àlbum en castellà (Erre Hache positivo) i no torna a fer-se sentir fins al 1983 amb un darrer àlbum anomenat Quatre, format per quatre llargs temes (Matinada, Migdia, Capvespre i Nit) de text metafísic.
El 2006 i amb el nom de Barbat, edita un nou disc que porta per títol Camins privats, més de vint anys després del seu últim disc (Quatre, publicat per Phillips el 1983). Camins privats conté deu cançons que donen bona mostra de la capacitat literària de l'autor. Alguns temes ja eren coneguts dels seus anteriors discos (Amic Enric, El més fals dels animals, etc.); d'altres pertanyien al seu llibre de lletres Cançons de la p... vida, i tres eren inèdits: Drapaire del temps, Tendresa i Lluny de casa (So long Bob). Un treball que no s'adreça a la nostàlgia i que pot fer descobrir Barbat als que no el coneixien o no el recordaven.